# Conferința de la Haga privind dreptul internațional privat
Conferința de la Haga privind dreptul internațional privat este o organizație interguvernamentală, scopul acesteia fiind de „a acționa pentru unificarea progresivă a principiilor dreptului internațional privat”. Aceasta cuprinde 72 de membri (71 de state incluzând statele membre ale Uniunii Europene plus Uniunea Europeană). Metoda principală utilizată în vederea atingerii acestui scop constă în negocierea și redactarea proiectelor de tratate (convenții) multilaterale în diferitele domenii ale dreptului internațional privat.

## Istoric
Conferința a avut loc prima sa reuniune, în anul 1893, la inițiativa lui Tobias Michael Carel Asser (laureat al premiului Nobel pentru Pace din anul 1911). A devenit o organizație inter-guvernamentală permanentă în anul 1955, la data intrării în vigoare a Statutului său.

## Participanți din afara Conferinței
Un număr tot mai mare de state non-membre, devin, de asemenea, parte a Convenției de la Haga. Ca urmare, lucrările Conferinței cuprind 130 de țări din întreaga lume.
pornind de la tradițiile juridice ale statelor membre, dezvoltă și servicii de instrumente juridice multilaterale, ce răspund nevoilor oamenilor la nivel mondial.

## Scopul Conferinței
În lumea modernă sunt frecvente situațiile personale, familiale sau comerciale care implică mai mult de o țară. Aceste cazuri pot fi 
fi afectate de diferențele dintre sistemele juridice ale aceste țări. În vederea soluționării acestor diferențe, statele au adoptat norme speciale cunoscute sub numele norme de  "drept internațional privat". Misiunea statutară a Conferinței este de a lucra pentru "unificarea progresivă" a acestor norme. Acest lucru implică găsirea unor abordări convenite la nivel internațional în probleme cum ar fi competența instanțelor judecătorești, aplicarea legilor, recunoașterea și executarea hotărârilor judecătorești într-o gamă largă de domenii, de la drept comercial și drept bancar la procedura civilă internațională sau de la protecția copilului la căsătorie.
De-a lungul anilor,  în îndeplinirea misiunii sale, Conferința tinde, să devină tot mai mult un centru de judiciar internațional și de cooperarea administrativă în domeniul de drept privat, în special în domeniile de protecție a familiei și a copiilor, a legilor de procedură civilă și comercială.
Scopul final al Organizației este de a lucra pentru o lume în care, în ciuda diferențelor dintre sistemele juridice, persoanele fizice, dar și companiile se pot bucura de un grad ridicat de securitate juridică.

## Organizare
Organizația se reunește, în principiu la fiecare patru ani în sesiune plenară (sesiune ordinară de Diplomatice) pentru a negocia și a adopta convențiile. Cu această ocazie se decide și asupra muncii viitoare. Convențiile sunt pregătite de către comisii speciale sau grupuri de lucru care se întâlnesc de mai multe ori pe an, în general, la Palatul Păcii din Haga dar din ce în ce mai recent, în diferite țări membre. Comisiile speciale sunt de asemenea organizate pentru a revizui funcționarea a convențiilor și a adopta recomandări cu scopul îmbunătățirii eficienței convențiilor sau promovarea practicilor coerente de interpretare a convențiilor.
Activitățile Conferinței sunt coordonate de un Secretariat multinațional, numit și Biroul Permanent, situat în Haga. Limbile conferinței de lucru sunt engleza și franceza. Secretariatul pregătește sesiunile plenare precum și comisiile speciale efectuând și cercetarea preliminară necesară pentru orice alt subiect preluat de către Conferință. De asemenea, biroul permanent se angajează în diferite activități pentru a sprijini punerea în aplicare și funcționarea eficientă a convențiilor.
În plus față de reprezentanțe diplomatice în Țările de Jos, Secretariatul menține contacte directe cu membrii săi, prin intermediul naționale desemnate și organe de contact. Se dezvoltă, de asemenea, contacte permanente cu experți și delegați ai membrilor, cu autoritățile naționale centrale desemnate în conformitate cu anumite convenții, precum și cu organizații internaționale guvernamentale și non-guvernamentale sau cu comunitățile profesionale ori academice. Din ce în ce mai mult, secretariatul răspunde la, de asemenea, solicitările de informații provenite de la utilizatorii de convențiilor.

## Lista convențiilor adoptate
Între 1893 și 1904, Conferința a adoptat 7 convenții internaționale, care au fost toate înlocuite ulterior de instrumente mai moderne. Între 1951 și 2008, Conferința a adoptat 38 de Convenții internaționale ce funcționează în practică și care multe dintre ele sunt revizuite periodic de către Comisiile speciale. Chiar și atunci când acestea nu sunt ratificate, Convențiile au o influență asupra sistemelor juridice, atât în statele membre cât și în statele terțe. De asemenea,  ele formează o sursă de inspirație pentru eforturile de a unifica la nivel regional dreptul internațional privat, de exemplu, în cadrul Organizației Statelor Americane sau a Uniunii Europene.
Convențiile cele mai ratificate se referă la:
- Eliminarea legalizărilor (apostila)
- Serviciul de proces
- Obținerea de probe în străinătate
- Accesul la justiție
- Răpirea internațională de copii
- Adopțiile internaționale
- Conflicte între legi referitoare la formularul de dispoziții testamentare
- Obligațiile de întreținere
- Recunoașterea divorțurilor

Convențiile cele mai recente sunt:
- Convenția de la Strasbourg din 2006 asupra asupra relațiilor personale care privesc copiii (17 iulie 2006)
- Convenția privind competența, legea aplicabilă, recunoașterea, executarea și cooperarea cu privire la răspunderea părintească și măsurile privind protecția copiilor adoptată la Haga la 19 octombrie 1996.
- Convenția privind recuperarea internațională a pensiei alimentare și alte forme de întreținere familială (23 noiembrie 2007) împreună cu Protocolul privind legea obligațiilor de întreținere.

## Aspecte ale dreptului internațional privat luate în considerare
Medierea cross-transfrontalieră în probleme de familie, alegerea legea aplicabilă în contracte internaționale, accesarea conținutului legilor străine, întrebări de drept internațional privat ridicate de societatea informațională, inclusiv comerțul electronic, conflictul de jurisdicții, legea aplicabilă și judiciară internațională și de cooperarea administrativă în ceea ce privește răspunderea civilă pentru daunele aduse mediului; luând în considerare competența judiciară, recunoașterea și executarea hotărârilor în materie de succesiuni în caz de deces, problemele de drept internațional privat cu privire la cuplurile necăsătorite, etc.
În plus, Biroul Permanent a întreprins studii de fezabilitate cu privire la tratamentul legii străine, transfrontaliere privind medierea în materie familială, alegerea legii contractelor internaționale sau cooperare internațională privind aspecte ale migrației internaționale.

## EDUCAȚIE ȘI SCHIMB
Cu scopul de a armoniza punerea în aplicare a convențiilor, organizează secretariatul, asistă în organizarea sau chiar participă la conferințe și seminarii organizate la nivel internațional, regional și național, conferințe care au ca scop educarea persoanelor implicate în punerea în aplicare a convențiilor, inclusiv a judecătorilor, a personalului din autoritatea centrală și membri ai profesiei juridice. Un buletin informativ judiciar internațional privind protecția copilului este de asemenea publicat. Biroul Permanent este vizitat cu regularitate de grupuri de persoane interesate, cum ar fi parlamentari și studenți. Un număr tot mai mare de stagiari, precum și funcționarii publici detașați de către guvernele lor, petrec timpul de lucru în cadrul Secretariatului. Membrii Biroului Permanent publică regulat articole în reviste de specialitate sau contribuie ca și autori la cărți și alte publicații din domeniu.

## Despre situl web oficial al Conferinței de la Haga
Biroul Permanent publică în mod regulat și menține on-line Convențiile, împreună cu manuale de aplicare a acestora pe situl oficial al Conferinței, www.hcch.net. Acesta prezintă informații generale cu privire la Conferința de la Haga, precum și informații detaliate și actualizate cu privire la Convențiile de la Haga: texte ale convențiilor, rapoarte complete de stare, bibliografii, informații cu privire la autoritățile desemnate în cadrul convențiilor privind judiciarul și a cooperării administrative, rapoartele explicative, etc. De asemenea, Conferința a avut două inițiative notabile în mediul on-line:
- INCADAT - o bază de date pentru copii răpiți internațional. Organizația Internațională pentru răpiri, www.incadat.com, este o inițiativă specială, care oferă un acces ușor la multe dintre deciziile luate de conducere de către instanțele judecătorești naționale din întreaga lume în ceea ce privește Convenția de la Haga din 1980 privind răpirile internaționale de copii.
- INCASTAT, o bază de date electronică statistică, care generează anual formulare statistice privind cererile de returnare și de acces, bază de date care este pusă la dispoziția autorităților centrale desemnate în conformitate cu Convenția din 1980 privind răpirile internaționale  de copii.

## Finanțare
Organizația este finanțată în principal de către membrii săi. Bugetul său este aprobat în fiecare an de către Consiliul reprezentanților diplomatici ai statelor membre. Organizația încearcă, de asemenea și primește o parte din fondurile pentru proiecte speciale din alte surse.

## Arii de implicare
- cooperarea judiciară și administrativă internațională;
- conflictul de legi privind contractele, delicte, obligații de întreținere, statutul și protecția copiilor, relațiile dintre soți, succesiuni și bunuri sau administrare de bunuri;
- jurisdicția și aplicarea hotărârilor străine etc.